# Länsväg AC 535
Länsväg AC 535 är en övrig länsväg i Bjurholms kommun i Västerbottens län (Ångermanland) som går mellan byarna Mjösjöby och Ljusåker. Vägen är 26 kilometer lång och asfalterad.
Vägen ansluter till:
- Länsväg AC 508 (vid Mjösjöby)
- Länsväg AC 536 (vid Bjurvattnet)
- Länsväg AC 542 (vid Ljusåker)
- Riksväg 92 (vid Ljusåker)